# Оксиками

Піроксикам — перший представник групи оксикамів

Мелоксикам — препарат групи оксикамів із селективною дією на ЦОГ-2

Оксиками — група лікарських препаратів, що належать до класу нестероїдних протизапальних препаратів, які є похідними енолікової кислоти (більшість із яких є похідними піридин-2-іламіду). До препаратів групи оксикамів належать піроксикам, ізоксикам, судоксикам, мелоксикам, теноксикам та лорноксикам.

## Історія створення

Лорноксикам — представник групи оксикамів із коротким періодом напіввиведення

Розробка лікарських препаратів, які є похідними піридин-2-іламіду 3-карбонової кислоти (оксикамів) розпочалось у 1962 році в лабораторії корпорації «Pfizer». Перші результати клінічних досліджень препарату, який пізніше отримав міжнародну назву піроксикам, опубліковані в 1977 році, а з 1980 перший препарат групи оксикамів допущений FDA до застосування у клінічній практиці року під торговою маркою «Фелден». Але піроксикам, переважаючи по протизапальній дії значну кількість інших протизапальних препаратів, та володіючи тривалим періодом напіввиведення (24—50 годин), що дозволяє застосовувати лікарський засіб один раз на добу, є неселективним інгібітором циклооксигенази, що спричинює більшу кількість побічних ефектів з боку травної системи (у тому числі шлунково-кишкових кровотеч) у порівнянні з іншими нестероїдними протизапальними препаратами. Подальші дослідження групи оксикамів призвели до синтезу на початку 90-х років ХХ століття мелоксикаму — препарату, який має селективну дію на ізоформу циклооксигенази ЦОГ-2, та значно меншу кількість побічних ефектів з боку травної системи та нирок. У 90-х роках ХХ століття було синтезовано також лорноксикам — препарат групи оксикамів із включеним у молекулу атомів хлору, та коротким періодом напіввиведення (у середньому 4 години) і значно збільшеним профілем безпеки та вираженим знеболювальним ефектом; а також теноксикам — препарат групи оксикамів із подовженим періодом напіввиведення (60—75 годин).

## Механізм дії
Механізм дії оксикамів, як і інших нестероїдних протизапальних препаратів, полягає у інгібуванні ферменту циклооксигенази, яка забезпечує перетворення арахідонової кислоти у простагландини, а також зниження вироблення тромбоксанів, що призводить до гальмування розвитку запального процесу, зменшення болю, а також може призводити до зниження температури тіла. Серед оксикамів розрізняють препарати, що є неселективними інгібіторами циклооксигенази, та селективні інгібітори ЦОГ-2, що спричинює відмінності у фармакологічних властивостях препаратів. Так, піроксикам є неселективим інгібітором циклооксигенази, і діє як на циклооксигеназу 1 типу (ЦОГ-1), так і на циклооксигеназу 2 типу (ЦОГ-2), має жарознижувальний ефект та антиоксидантну дію, а також виражений знеболювальний ефект, більше виражений при внутрішньом'язовому введенні препарату, а також має значно більшу кількість побічних ефектів, ніж у інших оксикамів. На відміну від піроксикаму, мелоксикам є селективним інгібітором ЦОГ-2, що сприяє зменшенню кількості побічних ефектів з боку травної та сечовидільної систем, та не зменшує протизапальної та знеболювальної активності препарату. Лорноксикам має приблизно рівний вплив на ЦОГ-1 та ЦОГ-2, а також впливає на центральні механізми знеболення, обумовлену стимуляцією вивільнення ендогенних динорфіну та ендорфіну, та гальмування синтезу простагландинів у таламічних центрах больової чутливості, і має меншу кількість побічних ефектів завдяки вищій селективності препарату і коротшому періоду напіввиведення (4 години), ніж у інших оксикамів. Теноксикам також є неселективним інгібітором циклооксигеназ, і рівнозначно діє на ізоформи циклооксигенази — ЦОГ-1 і ЦОГ-2, а також діє на таламічні центри больової чутливості, і має переважно протизапальний та знеболювальний ефект, жарознижувальний ефект препарату виражений слабше. Незважаючи на дуже тривалий період напіввиведення (60—75 годин, у деяких джерелах — до 80 годин), теноксикам має меншу кількість побічних ефектів у порівнянні з піроксикамом.

## Фармакокінетика
Усі оксиками переважно повільно (крім лорноксикаму), але добре всмоктуються як при пероральному, так і парентеральному застосуванні, біодоступність їх становить від 89% (у мелоксикаму) до 100% у теноксикаму і піроксикаму. Оксиками майже повністю зв'язуються з білками плазми крові. Усі оксиками проникають через плацентарний бар'єр та виділяються в грудне молоко. Метаболізуються оксиками в печінці з утворенням неактивних метаболітів. Виводяться оксиками з організму як із сечею, так і з калом (піроксикам, теноксикам та мелоксикам переважно виводяться із сечею, лорноксикам виводиться переважно з калом). Період напіввиведеня оксикамів переважно тривалий (до 45 годин у піроксикаму, 20 годин у мелоксикаму, та 60—75 годин у теноксикаму), лише в лорноксикаму у середньому період напіввиведення становить 4 години.

## Застосування
Оксиками застосовуються при ревматологічних захворюваннях (ревматизмі, ревматоїдному артриті, анкілозуючому спондилоартриті, остеоартрозі, подагрі) як знеболювальні та протизапальні засоби, а також при невралгіях, міалгіях, бурситах, болях у попереку, альгодисменореї та посттравматичному больовому синдромі. Піроксикам також може застосовуватися як жарознижувальний засіб при гарячковому синдромі. Лорноксикам також може застосовуватися для купування післяопераційного больового синдрому, у тому числі разом із наркотичними анальгетиками, а також для купування болю в онкологічних хворих.

## Побічна дія
При застосуванні оксикамів найчастіше спостерігаються побічні ефекти з боку травної системи. Частіше за інші побічні ефекти спостерігаються біль у животі, нудота, блювання, запор, метеоризм, діарея, загострення виразкової хвороби; рідше шлунково-кишкові кровотечі, ураження печінки. Рідше при застосуванні оксикамів можуть спостерігатися алергічні реакції (частіше у вигляді висипань та свербіння шкіри, кропив'янки), ураження шкірних покривів (алопеція, фотодерматоз, гіпергідроз), ураження нервової та сечовидільної систем. Найбільше побічних ефектів спостерігається при застосуванні піроксикаму, дещо менше — при застосуванні теноксикаму. При застосуванні мелоксикаму та лорноксикаму спостерігається значно менший відсоток побічних явищ. Серед окремих побічних ефектів для піроксикаму характерними є набряки нижніх кінцівок, а також зміни в аналізі крові (тромбоцитопенія, лейкопенія, анемія (рідше гемолітична та апластична), еозинофілія, панцитопенія, агранулоцитоз); для мелоксикаму характерно явища бронхоспазму, затримка сечі, кон'юнктивіт, поява набряку Квінке.

## Протипокази
Оксиками протипоказані при підвищеній чутливості до препаратів групи та інших нестероїдних протизапальних препаратів, загостренні виразкової хвороби шлунку та дванадцятипалої кишки, шлунково-кишковій кровотечі та схильності до кровоточивості, порушеннях згортання крові, виражених порушеннях функції печінки та нирок, бронхіальній астмі зі супутнім поліпозом носа та непереносимістю ацетилсаліцилової кислоти, важкій серцевій недостатності, вагітності та годуванні грудьми. Більшість оксикамів не застосовуються у дітей до 14 років.